# Villaverde de Guareña
Villaverde de Guareña is een gemeente in de Spaanse provincie Salamanca in de regio Castilië en León met een oppervlakte van 15,87 km². Villaverde de Guareña telt 149 inwoners (1 januari 2016).

## Demografische ontwikkeling
Bron: INE, 1857-2011: volkstellingen